# Herman Schützercrantz
Herman Schützercrantz (ursprungligen Schützer), född 24 december 1713 i Stockholm, död där 3 augusti 1802, var en svensk kirurg och obstetriker.

## Biografi
Schützercrantz, vars far Salomon Schützer var läkare, studerade medicin i Uppsala, bland andra för Carl von Linné, och företog 1738–42 en utländsk resa samt avlade sistnämnda år fältskärsexamen, varefter han ingick i Kirurgiska societeten samt utnämndes till regementsfältskär vid Livgardet. År 1743 åtföljde han en bataljon av gardet till Åland men återkallades inom kort till Stockholm för att sköta en benskada, som kung Fredrik I ådragit sig. Han antogs samma år som livkirurg hos kungen och fick 1744 samma befattning hos tronföljarparet. År 1750 erhöll han assessors titel, befordrades 1753 till arkiater och 1758 till "öfverdirektör öfver kirurgien i riket" och 1759 till stadskirurg i Stockholm. Han blev ledamot av Vetenskapsakademien 1749, medicine hedersdoktor i Lund 1768 och adlades 1769 med namnet Schützercrantz.